# パトリック・コービン
パトリック・アラン・コービン（Patrick Alan Corbin, 1989年7月19日 - ）は、アメリカ合衆国ニューヨーク州オノンダガ郡クレイ出身のプロ野球選手（投手）。左投左打。MLBのテキサス・レンジャーズ所属。

## 経歴

### プロ入り前
少年時代にはリトルリーグで野球を経験していたが、キケロ・ノースシラキュース高等学校（C-NS）に入ると野球チームには入らず、友達との遊びを好み、スポーツはバスケットボールとアメリカンフットボールに熱中した。バスケのチームメイトに勧められ野球チームのトライアウトを受けると、トレーニングをほとんどしていないにもかかわらず80mph（約130km/h）の速球を投げた。それから野球もするようになり、C-NSは州のトップチームになり、自身は全区選抜や中ニューヨーク州選抜に選ばれた。高校時代の通算成績は14勝0敗、139奪三振。また、バスケットボールでは学校のシーズンの最多スリーポイント記録を更新する活躍を見せ、全区選抜に選ばれた。
高校卒業後は成績が足りないために大学野球のできる4年制大学では進学できず、モホーク・バレー・コミュニティ大学へ入学した。ここではバスケットボールに専念すると2チームのスカウトが来て7万5000ドルの契約金を提示されたが、最終的には断った。シーズン後にトラベルベースボールチームに参加すると、90mph（約145km/h）の速球を投げ、ヒットを1本しか許さない活躍を見せた。その後、年中野球のできる気候のチポラ大学に移ると野球に専念した。ここでも活躍を見せ、パンハンドルのカンファレンス代表に選ばれるなどした。

### プロ入りとエンゼルス傘下時代
2009年のMLBドラフト2巡目（全体80位）でロサンゼルス・エンゼルス・オブ・アナハイムから指名され、プロ入り。

### ダイヤモンドバックス時代

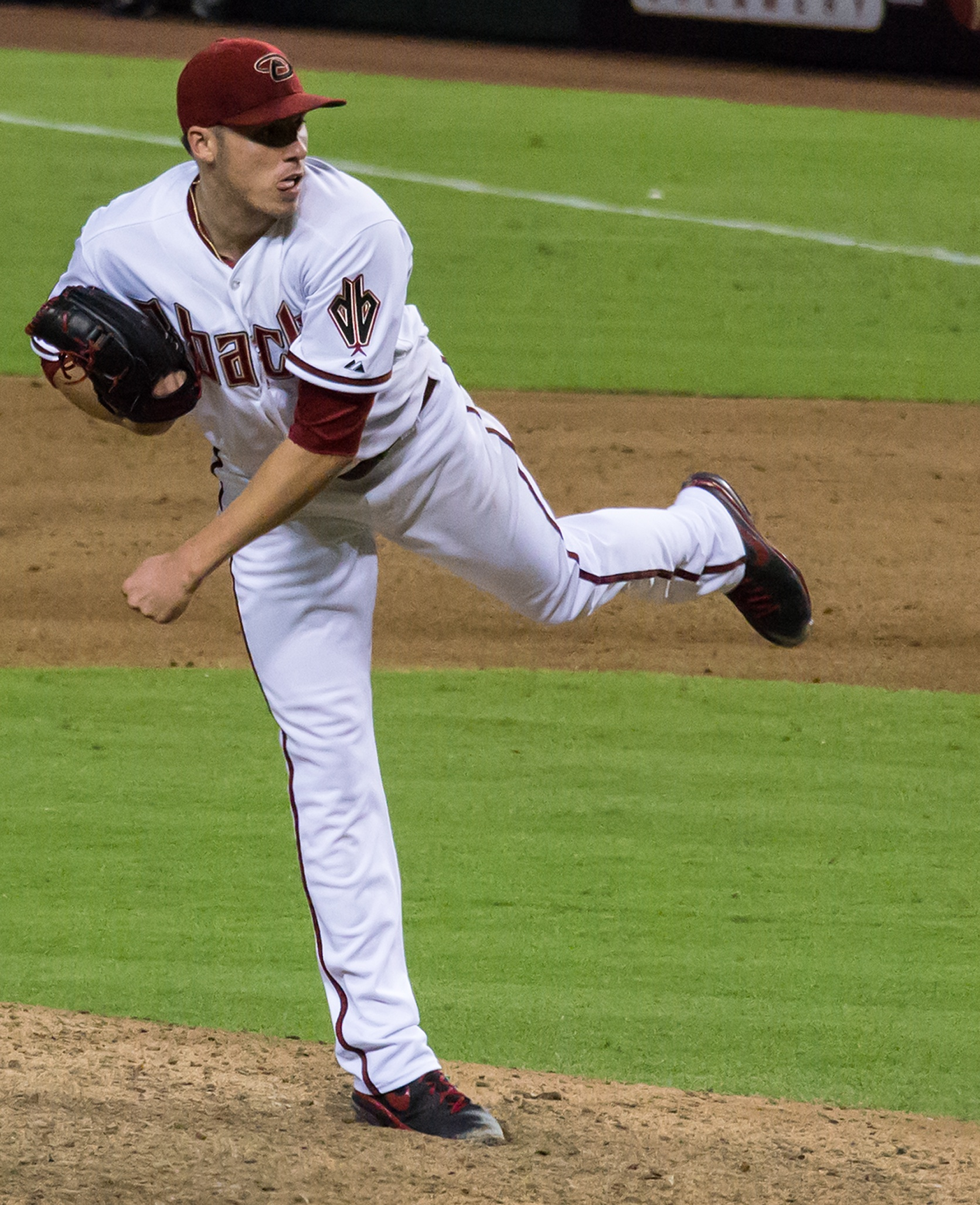
アリゾナ・ダイヤモンドバックス時代
（2013年8月9日）

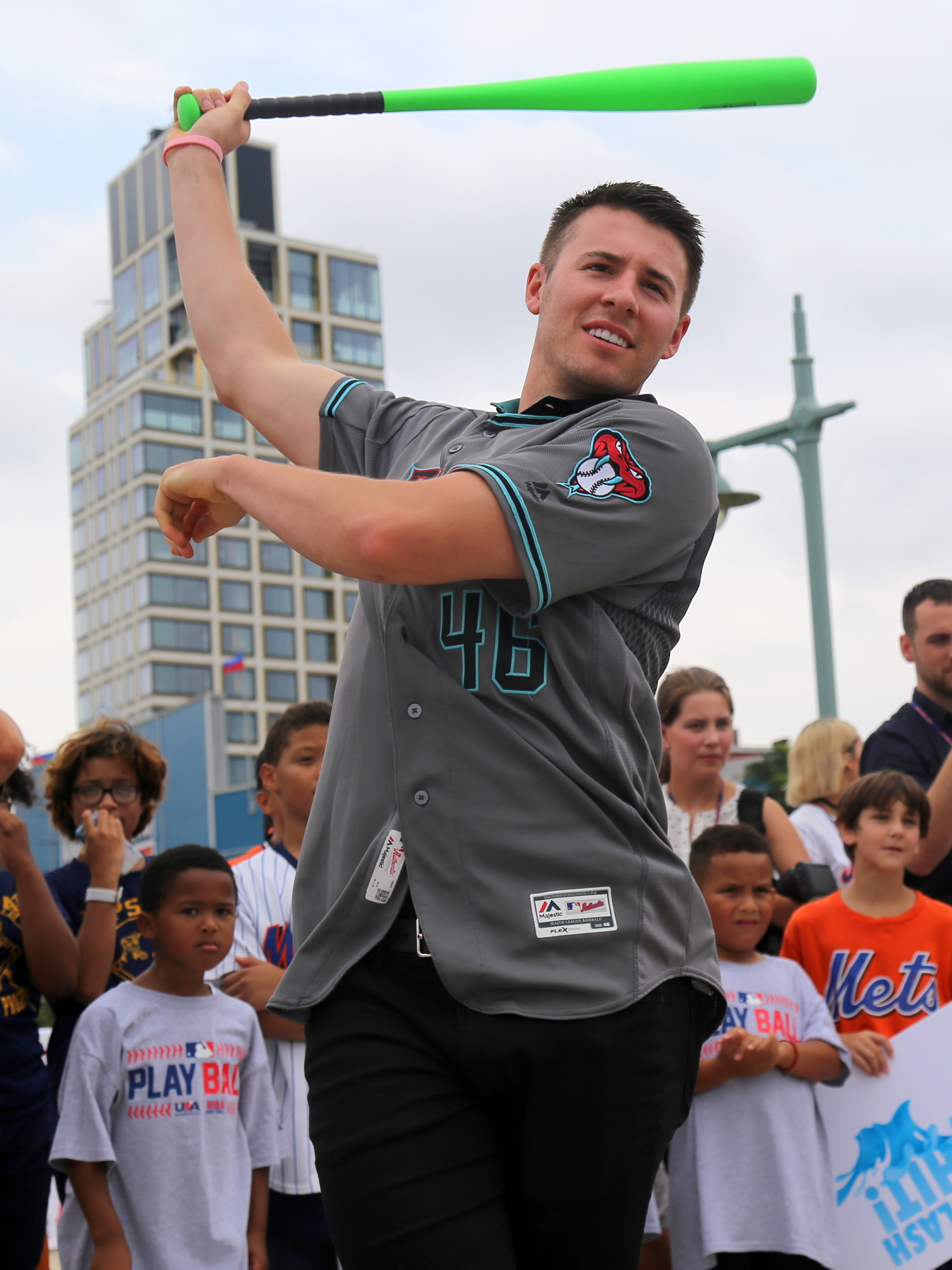
2016年8月10日

2010年7月25日にダン・ヘイレンとの1対4のトレードが成立し、ジョー・ソーンダース、タイラー・スカッグス、ラファエル・ロドリゲスと共にアリゾナ・ダイヤモンドバックスへ移籍した。
2012年4月30日のマイアミ・マーリンズ戦でメジャーデビューを果たし、6回途中を3失点で初登板初勝利を挙げた。メジャー1年目の最終成績は6勝8敗1セーブ、防御率4.54、86奪三振を記録した。オフには体重を10ポンド（4.5kg）増やし、速球のスピードも2マイル毎時（3.2km/h）増した。
2013年は開幕ローテーションに入り、5月には5試合に登板し、5勝0敗、防御率1.53を記録し、ピッチャー・オブ・ザ・マンスを受賞。またその後も勝利を重ね、前半終了時点で11勝1敗、防御率2.53を記録し、史上8番目の若さでオールスターに選出された。最終成績は14勝8敗、防御率3.41で、初の2桁勝利を記録した。
2014年年は開幕投手に内定していた。しかしスプリングトレーニングで腕に張りを感じ、MRI検査の結果、肘の尺骨側副靭帯が損傷していた。その後トミー・ジョン手術を受け、シーズンは全休した。
2015年は7月4日のコロラド・ロッキーズ戦で復帰登板した。最終成績は16試合に先発登板し、6勝5敗、防御率3.60だった。
2016年は年俸調停権を獲得し、1年総額252.5万ドルで合意した。シーズンでは8月半ばまでに24試合に先発登板し、4勝12敗、防御率5.58と不振に喘ぎ、中継ぎに配置転換された。 中継ぎとしては23.1イニングを投げ、防御率2.70の成績を記録した。
2017年は1年総額395万ドルで合意した。先発に復帰し、前半はあまり良くなかったものの徐々に調子を上げていき、最後の3カ月は防御率2.90の好成績で、最終成績は14勝13敗、防御率4.03だった。チームはポストシーズンに進出したが、出番はなかった。
2018年は1年総額750万ドルで合意した。初の開幕投手を務め、開幕から好調で前半戦を6勝3敗、防御率3.05、140奪三振で終え、オールスターに選出された。その後も好調を維持し、最終成績は200イニングを投げ、11勝7敗、防御率3.15、246奪三振で、サイ・ヤング賞投票では5位に入った。オフの10月29日にFAとなった。

### ナショナルズ時代
2018年12月4日にワシントン・ナショナルズと6年総額1億4000万ドルの契約に合意したことがMLB公式サイトで発表され、同月7日に入団会見が開かれた。

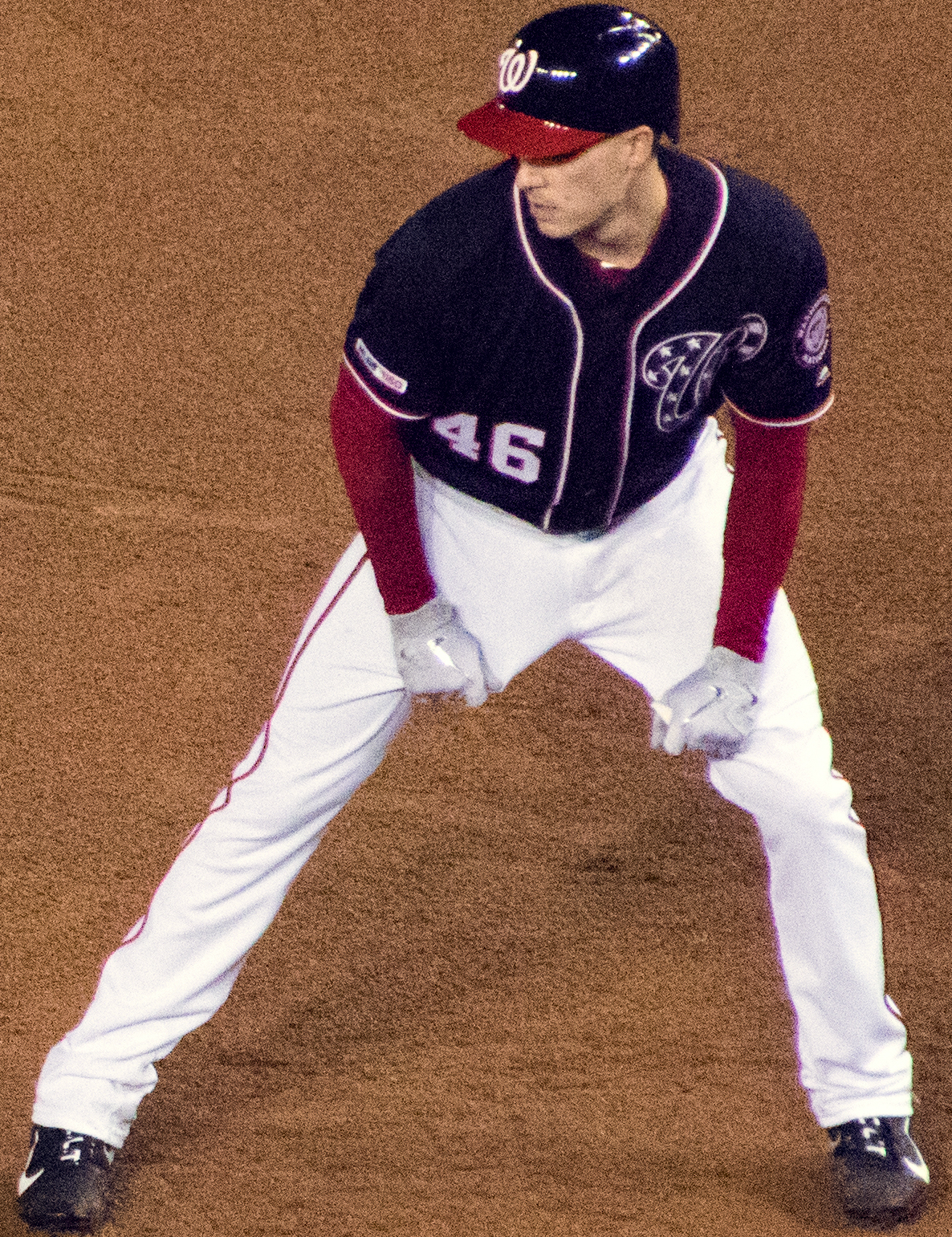
2019年4月12日

2019年4月18日のサンフランシスコ・ジャイアンツ戦で初勝利。7月2日のマイアミ・マーリンズ戦では、前日に急逝した元同僚のタイラー・スカッグスを偲び、彼が着けていた背番号『45』を着けて試合に臨んだ。9月1日のマーリンズ戦で2年連続200奪三振に到達し、マックス・シャーザーとスティーブン・ストラスバーグと共にナ・リーグで50年ぶりとなる同一チーム3人の200奪三振を達成した。最終成績は33試合に先発登板（202.0イニング）で14勝7敗、防御率3.25、238奪三振だった。ポストシーズンでは計3試合の先発登板に加えて、リリーフとして5試合に登板した。ワールドシリーズ第7戦では6回裏から3回無失点に抑え、チームの逆転勝利および優勝に貢献した。オフにウォーレン・スパーン賞を受賞。
2020年は2勝7敗で防御率4.66だった。被安打85、WHIP1.569はともにナショナルリーグワーストだった。
2021年は31試合に先発登板して9勝16敗の負け越し、防御率5.82、143奪三振を記録した。
2022年は前年と同じ31試合に先発登板して6勝19敗と大幅に負け越した。また、防御率6.31、128奪三振を記録した。
2023年は前年を1試合上回る32試合に先発登板して10勝15敗と負け越した。ただ、防御率は5.20と僅かに改善した。また、124奪三振を記録した。
2024年は前年と同じ32試合に先発登板して6勝13敗と4年連続で負け越した。その他の成績は防御率5.62、139奪三振だった。オフの10月31日にFAとなった。

### レンジャーズ時代
2025年3月18日にテキサス・レンジャーズと、1年総額110万ドルプラス出来高総額300万ドルで契約を結んだ。

## 詳細情報

### 年度別投手成績
| 年 度     | 球 団     | 登 板 | 先 発 | 完 投 | 完 封 | 無 四 球 | 勝 利 | 敗 戦 | セ 丨 ブ | ホ 丨 ル ド | 勝 率 | 打 者 | 投 球 回 | 被 安 打 | 被 本 塁 打 | 与 四 球 | 敬 遠 | 与 死 球 | 奪 三 振 | 暴 投 | ボ 丨 ク | 失 点 | 自 責 点 | 防 御 率 | W H I P |
| --------- | --------- | ----- | ----- | ----- | ----- | -------- | ----- | ----- | -------- | ----------- | ----- | ----- | -------- | -------- | ----------- | -------- | ----- | -------- | -------- | ----- | -------- | ----- | -------- | -------- | ------- |
| 2012      | ARI       | 22    | 17    | 0     | 0     | 0        | 6     | 8     | 1        | 0           | .429  | 454   | 107.0    | 117      | 14          | 25       | 2     | 4        | 86       | 1     | 0        | 56    | 54       | 4.54     | 1.33    |
| 2013      | ARI       | 32    | 32    | 3     | 0     | 1        | 14    | 8     | 0        | 0           | .636  | 860   | 208.1    | 189      | 19          | 54       | 1     | 9        | 178      | 13    | 0        | 81    | 79       | 3.41     | 1.17    |
| 2015      | ARI       | 16    | 16    | 0     | 0     | 0        | 6     | 5     | 0        | 0           | .545  | 357   | 85.0     | 91       | 9           | 17       | 0     | 2        | 78       | 4     | 0        | 34    | 34       | 3.60     | 1.27    |
| 2016      | ARI       | 36    | 24    | 0     | 0     | 0        | 5     | 13    | 1        | 2           | .278  | 701   | 155.2    | 177      | 24          | 66       | 2     | 5        | 131      | 9     | 0        | 109   | 89       | 5.15     | 1.56    |
| 2017      | ARI       | 33    | 32    | 0     | 0     | 0        | 14    | 13    | 0        | 0           | .519  | 826   | 189.2    | 208      | 26          | 61       | 8     | 3        | 178      | 10    | 0        | 97    | 85       | 4.03     | 1.42    |
| 2018      | ARI       | 33    | 33    | 1     | 1     | 0        | 11    | 7     | 0        | 0           | .611  | 800   | 200.0    | 162      | 15          | 48       | 3     | 5        | 246      | 8     | 0        | 70    | 70       | 3.15     | 1.05    |
| 2019      | WSH       | 33    | 33    | 1     | 1     | 0        | 14    | 7     | 0        | 0           | .667  | 835   | 202.0    | 169      | 24          | 70       | 2     | 3        | 238      | 4     | 0        | 81    | 73       | 3.25     | 1.18    |
| 2020      | WSH       | 11    | 11    | 0     | 0     | 0        | 2     | 7     | 0        | 0           | .222  | 295   | 65.2     | 85       | 10          | 18       | 1     | 0        | 60       | 1     | 1        | 35    | 34       | 4.66     | 1.57    |
| 2021      | WSH       | 31    | 31    | 0     | 0     | 0        | 9     | 16    | 0        | 0           | .360  | 751   | 171.2    | 192      | 37          | 60       | 2     | 3        | 143      | 0     | 0        | 114   | 111      | 5.82     | 1.47    |
| 2022      | WSH       | 31    | 31    | 1     | 0     | 1        | 6     | 19    | 0        | 0           | .240  | 713   | 152.2    | 210      | 27          | 49       | 1     | 7        | 128      | 2     | 0        | 119   | 107      | 6.31     | 1.70    |
| 2023      | WSH       | 32    | 32    | 0     | 0     | 0        | 10    | 15    | 0        | 0           | .400  | 790   | 180.0    | 210      | 33          | 57       | 0     | 4        | 124      | 6     | 0        | 113   | 104      | 5.20     | 1.48    |
| 2024      | WSH       | 32    | 32    | 0     | 0     | 0        | 6     | 13    | 0        | 0           | .316  | 764   | 174.2    | 208      | 25          | 54       | 1     | 3        | 139      | 3     | 0        | 114   | 109      | 5.62     | 1.50    |
| MLB：12年 | MLB：12年 | 342   | 324   | 6     | 2     | 2        | 103   | 131   | 2        | 2           | .440  | 8146  | 1892.1   | 2018     | 263         | 579      | 23    | 48       | 1729     | 61    | 1        | 1023  | 949      | 4.51     | 1.37    |

- 2024年度シーズン終了時
- 各年度の太字はリーグ最高

### ポストシーズン投手成績
| 年 度     | 球 団     | シ リ ｜ ズ | 登 板 | 先 発 | 勝 利 | 敗 戦 | セ ｜ ブ | 打 者 | 投 球 回 | 被 安 打 | 被 本 塁 打 | 与 四 球 | 敬 遠 | 与 死 球 | 奪 三 振 | 暴 投 | ボ ｜ ク | 失 点 | 自 責 点 | 防 御 率 |
| --------- | --------- | ----------- | ----- | ----- | ----- | ----- | -------- | ----- | -------- | -------- | ----------- | -------- | ----- | -------- | -------- | ----- | -------- | ----- | -------- | -------- |
| 2019      | WSH       | NLDS        | 3     | 1     | 0     | 2     | 0        | 40    | 8.0      | 7        | 0           | 7        | 1     | 1        | 14       | 0     | 0        | 8     | 7        | 7.88     |
| 2019      | WSH       | NLCS        | 2     | 1     | 1     | 0     | 0        | 23    | 5.1      | 4        | 1           | 3        | 0     | 0        | 12       | 0     | 0        | 4     | 4        | 6.75     |
| 2019      | WSH       | WS          | 3     | 1     | 1     | 1     | 0        | 40    | 10.0     | 10       | 1           | 2        | 0     | 0        | 10       | 0     | 0        | 4     | 4        | 3.60     |
| 出場：1回 | 出場：1回 | 出場：1回   | 8     | 3     | 2     | 3     | 0        | 103   | 23.1     | 21       | 2           | 12       | 1     | 1        | 36       | 0     | 0        | 16    | 15       | 5.79     |

- 2024年度シーズン終了時

### 年度別守備成績
| 年 度 | 球 団 | 投手（P） | 投手（P） | 投手（P） | 投手（P） | 投手（P） | 投手（P） |
| 年 度 | 球 団 | 試 合     | 刺 殺     | 補 殺     | 失 策     | 併 殺     | 守 備 率  |
| ----- | ----- | --------- | --------- | --------- | --------- | --------- | --------- |
| 2012  | ARI   | 22        | 3         | 17        | 0         | 2         | 1.000     |
| 2013  | ARI   | 32        | 10        | 40        | 2         | 2         | .962      |
| 2015  | ARI   | 16        | 2         | 18        | 1         | 2         | .952      |
| 2016  | ARI   | 36        | 3         | 17        | 1         | 0         | .952      |
| 2017  | ARI   | 33        | 12        | 34        | 0         | 1         | 1.000     |
| 2018  | ARI   | 33        | 10        | 27        | 0         | 2         | 1.000     |
| 2019  | WSH   | 33        | 12        | 30        | 0         | 0         | 1.000     |
| 2020  | WSH   | 11        | 1         | 8         | 1         | 1         | .900      |
| 2021  | WSH   | 31        | 9         | 29        | 0         | 1         | 1.000     |
| 2022  | WSH   | 31        | 9         | 17        | 0         | 0         | 1.000     |
| 2023  | WSH   | 32        | 11        | 36        | 2         | 3         | .959      |
| 2024  | WSH   | 32        | 3         | 22        | 0         | 1         | 1.000     |
| MLB   | MLB   | 342       | 85        | 295       | 7         | 15        | .982      |

- 2024年度シーズン終了時
- 各年度の太字はリーグ最高

### 表彰
- ウォーレン・スパーン賞：1回（2019年）
- ピッチャー・オブ・ザ・マンス：1回（2013年5月）
- 週間MVP：1回（2018年4月22日）

### 記録
- MLBオールスターゲーム選出：2回（2013年、2018年）

### 背番号
- 46（2012年 - ）